# Rabbittit
Rabbittit ist ein sehr selten vorkommendes Mineral aus der Mineralklasse der „Carbonate und Nitrate“ mit der chemischen Zusammensetzung Ca3Mg3[(UO2)2|(OH)4|(CO3)6] · 18 H2O und damit chemisch gesehen ein wasserhaltiges Calcium-Magnesium-Uranylcarbonat mit zusätzlichen Hydroxidionen.
Rabbittit kristallisiert im monoklinen Kristallsystem und entwickelt nach der c-Achse nadelig gestreckte Kristalle, die meist zu büscheligen oder radialstrahligen Mineral-Aggregaten zusammentreten. Das Mineral ist durchscheinend und von hellgrüner bis gelbgrüner Farbe mit einem seidenähnlichen Glanz auf den Oberflächen.

## Etymologie und Geschichte
Erstmals entdeckt wurde Rabbittit durch Mary E. Thompson und Alice Mary Weeks, als sie im Juli 1952 die „Lucky Strike Mine No. 2“ im Bergbaubezirk San Rafael innerhalb des Emery Countys in Utah (USA) zusammen mit anderen Geologen der United States Geological Survey (USGS) besichtigten. Zusammen mit Alexander M. Sherwood beschrieben die beiden das Mineral 1955 und benannten es nach dem amerikanischen Geologen und damaligen Leiter der USGS-Abteilung „Spurenelemente“ John Charles Rabbitt (1907–1957).
Das Typmaterial des Minerals wird im Mineralogischen Museum der Harvard University in Cambridge (Massachusetts) unter der Sammlungs-Nr. 105099 und im National Museum of Natural History in  Washington, D.C. unter den Sammlungs-Nr. 112741 und 162619 aufbewahrt.

## Klassifikation
In der veralteten 8. Auflage der Mineralsystematik nach Strunz gehörte der Rabbittit noch zur gemeinsamen Mineralklasse der „Nitrate, Carbonate und Borate“ und dort zur Abteilung der „Wasserhaltigen Carbonate mit fremden Anionen“  wo er zusammen mit Andersonit, Bayleyit, Liebigit, Metazellerit, Rutherfordin, Schröckingerit, Sharpit, Studtit, Swartzit, Voglit, Wyartit und Zellerit die „Gruppe der Uranyl-Carbonate“ mit der Systemnummer Vb/D.04  bildete.
Im zuletzt 2018 überarbeiteten „Lapis-Mineralienverzeichnis“, das sich im Aufbau noch nach der alten Form der Systematik von Karl Hugo Strunz richtet, erhielt das Mineral die System- und Mineral-Nr. V/F.04-030. In der „Lapis-Systematik“ entspricht dies der Klasse der „Nitrate, Carbonate und Borate“ und dort der Abteilung „Uranylcarbonate [UO2]2+–[CO3]2−“, wo Rabbittit zusammen mit Albrechtschraufit, Línekit, Sharpit und Urancalcarit eine unbenannte Gruppe mit der Systemnummer V/F.04 bildet.
Die seit 2001 gültige und von der International Mineralogical Association (IMA) zuletzt 2009 aktualisierte 9. Auflage der Strunz’schen Mineralsystematik ordnet den Rabbittit in die neu definierte Klasse der „Carbonate und Nitrate“ (die Borate bilden hier eine eigene Klasse) und dort in die Abteilung der „Uranylcarbonate“ ein. Diese ist allerdings weiter unterteilt nach dem Stoffmengenverhältnis zwischen der Uranylverbindung [UO2]2+ und dem Carbonat-Anionen-Komplex [CO3]2−, so dass das Mineral entsprechend seiner Zusammensetzung in der Unterabteilung „UO2 : CO3 = 1 : 4“ zu finden ist, wo es als einziges Mitglied die unbenannte Gruppe 5.ED.25 bildet.
Die Systematik der Minerale nach Dana ordnet den Rabbittit wie die veraltete Strunz’sche Mineralsystematik in die gemeinsame Klasse der „Carbonate, Nitrate und Borate“ und dort in die Abteilung der „Carbonate – Hydroxyl oder Halogen“ ein. Hier ist er als einziges Mitglied in der unbenannten Gruppe 16b.07.03 innerhalb der Unterabteilung „Carbonate - Hydroxyl oder Halogen“ zu finden.

## Kristallstruktur
Rabbittit kristallisiert monoklin in bisher nicht definierter Raumgruppe mit den Gitterparametern a = 32,6 Å; b = 23,8 Å; c = 9,45 Å und β ~ 90° sowie 8 Formeleinheiten pro Elementarzelle.

## Eigenschaften
Das Mineral ist durch seinen Urangehalt von bis zu 32 % als sehr stark radioaktiv eingestuft und weist eine spezifische Aktivität von etwa 57,362 kBq/g auf (zum Vergleich: natürliches Kalium 31,2 Bq/g).
Unter kurzwelligem UV-Licht zeigt Rabbittit eine helle, cremegelbe Fluoreszenz, ähnlich der von neonfarbenen Textmarkern.
Rabbittit löst sich in Wasser langsam auf.

## Bildung und Fundorte

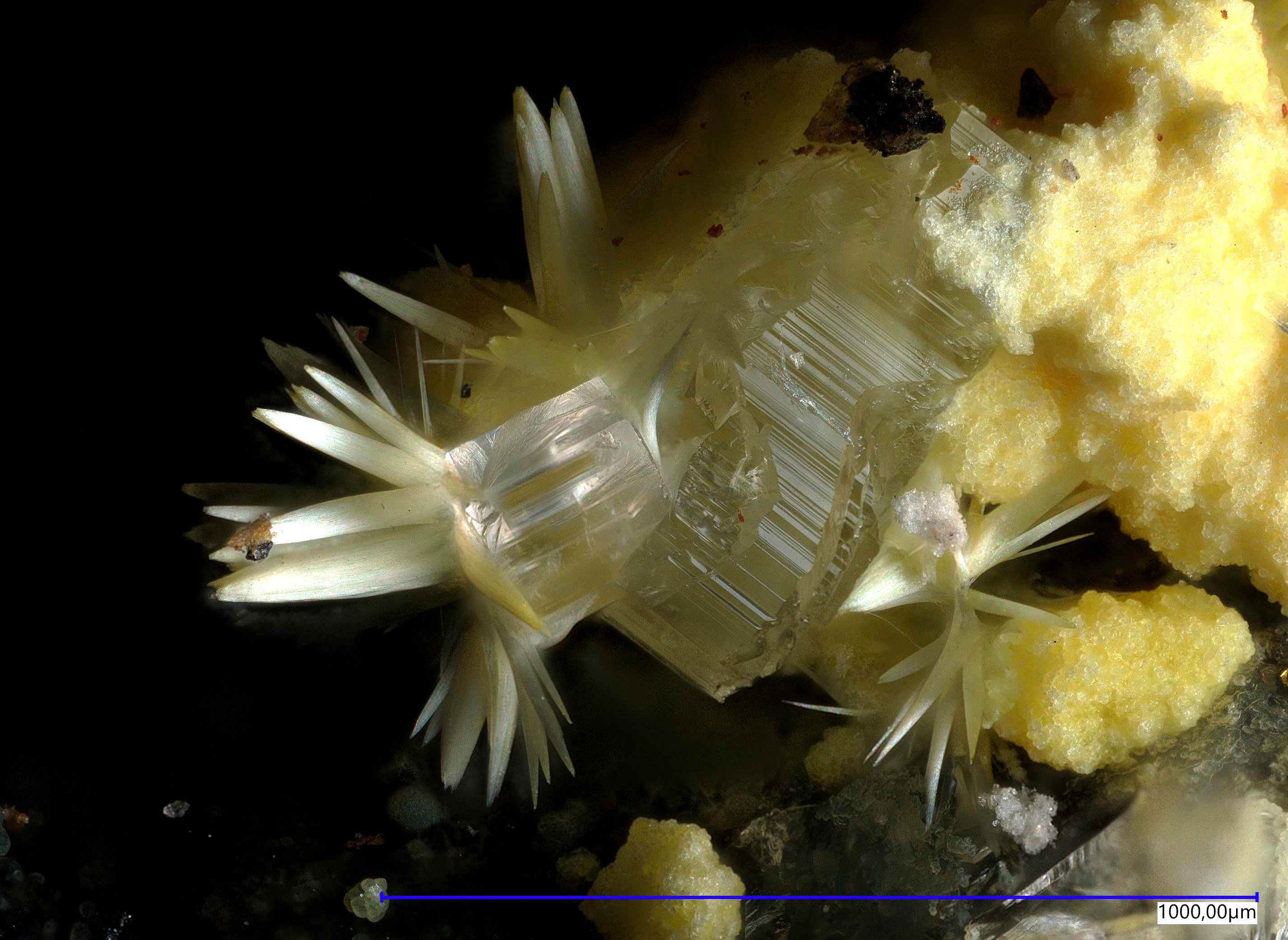
F-reiche, nadelige Rabbittitkristalle auf Gips aus der Grube Uranus bei Kleinrückerswalde (Annaberg-Buchholz), Erzgebirgskreis, Sachsen (Sichtfeld: 1,4 mm)

Rabbittit wurde in Form von Ausblühungen auf einem mit Reicherz durchzogenen Pfeiler nahe dem Eingang der „Lucky Strike Mine“ No. 2 gefunden. Begleitminerale sind unter anderem Bieberit, Cobaltocalcit, Fourmarierit, Gips und natrium- und magnesiumhaltiger Zippeit.
Außer an seiner Typlokalität „Lucky Strike Mine No. 2“ und der nahe gelegenen „Lucky Strike“ im Bergbaubezirk San Rafael im Emery County wurde Rabbittit in den Vereinigten Staaten noch in der „Hideout Mine“ im Bergbaubezirk Deer Flat (White Canyon) im San Juan County sowie in der Little Eva Mine bei Yellow Cat Mesa im Grand County in Utah entdeckt.
In Deutschland fand sich das Mineral bisher nur in der Grube Uranus bei Kleinrückerswalde (Annaberg-Buchholz) und im aufgelassenen Schacht 306 bei Erla-Crandorf im Erzgebirgskreis sowie einer Ag-Cu-Pb-Vererzung bei Bärenhecke im Landkreis Sächsische Schweiz-Osterzgebirge in Sachsen.
Weitere bisher bekannte Fundorte sind die Grube Elias und der Schacht Barbora bei Jáchymov (Sankt Joachimsthal) in Tschechien sowie die Nickel-Uran-Lagerstätte oder auch „Fünf-Metall-Formation“ (englisch five metal formation) „Beloretschensk“ etwa 60 km südlich der gleichnamigen Stadt und 25 km westlich von Maikop der zum Föderationskreis Südrussland gehörenden Republik Adygeja (Stand 2022).

## Vorsichtsmaßnahmen
Aufgrund der Toxizität und der starken Radioaktivität des Minerals sollten Mineralproben vom Rabbittit nur in staub- und strahlungsdichten Behältern, vor allem aber niemals in Wohn-, Schlaf- und Arbeitsräumen, aufbewahrt werden. Ebenso sollten eine Aufnahme in den Körper (Inkorporation, Ingestion) auf jeden Fall verhindert und zur Sicherheit direkter Körperkontakt vermieden sowie beim Umgang mit dem Mineral Atemschutzmaske und Handschuhe getragen werden.